# Pullen Island
Pullen Island (englisch, spanisch Isla Pullen) ist eine verschneite, 8 km lange und bis zu 495 m hohe Insel vor der Black-Küste des Palmerlands auf der Antarktischen Halbinsel. Sie liegt nahe dem Zentrum des Violante Inlet. 
Wissenschaftler der United States Antarctic Service Expedition (1939–1941) entdeckten sie bei einem Überflug am 30. Dezember 1940. Namensgeber ist William Arthur Pullen (1902–1990), der als Flugzeugmaschinist auf der East Base an dieser Forschungsreise beteiligt war.